# Maison de la danse
La Maison de la danse es un teatro situado en el 8e arrondissement de Lyon. Originalmente fue fundada en 1980 en las paredes del actual Théâtre de la Croix-Rousse antes de trasladarse en 1992 a lo que se había llamado hasta entonces Théâtre du 8e
Este escenario, máximo exponente de la danza en la región de Rhône-Alpes, ofrece una programación de compañías tanto nacionales como internacionales, así como de jóvenes compañías de la región. También acoge a otras compañías en un estudio de creación particular y posee una base documental referente en el mundo de la danza gracias a sus más de 1.000 actuaciones filmadas almazenadas en su videoteca.

## Historia de la institución
En 1977, cinco coreógrafos de Lyon se asocian y tienen la idea de crear un lugar destinado únicamente a la danza. Este proyecto termina el 17 de junio de 1980 con la inauguración de la primera Maison de la Danse en Francia, en las instalaciones de una antigua sala de La Croix-Rousse, que más tarde se convirtió en el Théâtre de la Croix-Rousse. La gestión está encomendada a Guy Darmet.
El éxito es grande e inesperado. En 1984, Guy Darmet, con el apoyo de la municipalidad, crea la Bienal de la Danza de Lyon, bajo tutela de la Maison de la Danse. En septiembre de 1992, la Maison de la Danse se muda al Théâtre du 8e.

## La sala

### Historia de la sala

#### 1968 - Nacimiento del Théâtre du 8e
En 1959, la ciudad de Lyon decidió equipar el 8e arrondissement de un complejo administrativo y cultural.
Los ojos estaban puestos en la plaza de Bachut. El proyecto inicial establecía que el ayuntamiento fuera dotado con una sala de fiestas. Fue a Pierre Bourdeix, arquitecto lionés, a quien se le encargo la realización del estudio.
A la ciudad de Lyon le falta un teatro. En primer lugar, se propone construir uno en el nuevo barrio de la Part-Dieu entonces en pleno proyecto. Sin embargo, la proximidad con el famoso Teatro Nacional, dirigido por Roger Planchon, convence al equipo para construir un auditorio municipal y mover el nuevo teatro al 8e arrondissement. El proyecto se desarrolla de forma significativa (se le añade locales administrativos y complementos escénicos) pero sigue siendo principalmente una sala municipal con el fin de acoger espectáculos dramáticos, exposiciones o recepciones.
La relación entre el ayuntamiento y el teatro es entonces muy estrecha puesto que los locales de recepción y exposición del ayuntamiento y los del teatro pueden ser utilizados de forma separada o en común. Esto será así hasta 1999.
La construcción del teatro terminó en 1968 y se le llamó Théâtre du 8e. La acogida fue moderada y los directores que llegan a continuación intentan adaptarse al edificio, que Marcel Maréchal describe como «arquitectura estalinista» y Jerome Savary de «volumen glacial» y «poco acogedor».
El Théâtre du 8e fue nombrado Centro Dramático Nacional por el Ministerio de Cultura en 1972. Los directores han sido:
- Marcel Mariscal (1968-1975)
- Gironès Robert (1975-1978)
- Jacques Weber (1979-1985)
- Jérôme Savary (1986-1988)
- Alain Françon (1988-1992)

El hall abarcaba toda la planta baja. La sala se componía de una grada inferior (para la orquesta) y de una grada superior aislada del resto por una valla coronada por una barandilla. Por último, dos palcos de 5 a 6 plazas eran accesibles a través de unas escaleras privadas. Esta disposición y los diferentes accesos acentuaban las diferencias sociales entre los espectadores.
El techo era blanco y contaba con diversas trampillas para la iluminación del escenario. Éste, dotado de su palco amovible, tenía prácticamente las mismas dimensiones que hoy en día. Un telón de hierro separaba la sala del escenario en caso de incendio.

#### 1986 - La primera reestructuración
La primera gran reestructuración del Théâtre du 8e estuvo altamente influenciada por el que era su entonces director, Jérôme Savary. Durante una actuación en presencia del alcalde, le dijo al público que éste le había prometido una subvención para la construcción de un nuevo balcón (aunque no era el caso). Este mentira dio sus frutos ya que las obras comenzaron.
La reestructuración consistió en una:
- creación de un nuevo balcón y la eliminación de las separaciones físicas entre los diferentes sectores gracias a unas escaleras que conectaban la orquesta, los asientos principales, el balcón y los palcos;
- aumento de la capacidad (de 1048 a 1250 plazas);
- creación de una sala de control bajo el nuevo balcón;
- iluminación de la fachada del edificio con luces de neón azules;
- acondicionamiento del hall (palmeras, gradas de madera).

#### 1993 - Una reestructuración para la danza
Tras el traslado de la Maison de la danse del Téâtre de la Croix-Rousse al Théâtre du 8e en 1992, surgen nuevas necesidades escénicas. Una primera reestructuración de la seguridad y el dispositivo escénico se lleva a cabo en 1993.
Los mayores cambios fueron un ensanchamiento del espacio entre la sala y el escenario y una ampliación de éste.
Se realiza una revisión del dispositivo de seguridad en la zona más grande de la sala. Esta se transforma en un espacio integrado: se retira el telón de hierro, mientras que las puertas de acceso al público son reemplazadas por una doble puerta cortafuegos inmantada y conectada con el nuevo sistema de detección de incendios.

#### 1999 - Nuevos espacios públicos
La última gran reestructuración del edificio es debida al deseo por parte de Guy Darmet de desarrollar y diversificar la actividad de la Maison de la Danse. Todas los espacios públicos se ven afectados a distintos niveles. El arquitecto Pierre Maurice llevó a cabo estas reformas tal y como lo hicieron sus predecesores.

Los cambios son los siguientes:
- Sala: techo pintado, nueva iluminación, aire acondicionado, nuevos asientos.
- Hall: insonorización del techo, iluminación, venta de entradas, tabiques móviles, revestimientos de paredes (pintura blanca, paneles de madera).
- Video bar "Ginger y Fred": destrucción y reconstrucción del restaurante y la cocina con el escenario y la sala de control. El nombre de este bar hace referencia a Ginger Rogers y Fred Astaire.
- Estudio Jorge Donn: El ayuntamiento del 8e arrondissement contaba con una sala de exposiciones que compartía con la Maison de la Dance, la que era utilizada como estudio. Ante el elevado número de compañías invitadas, se decidió convertir esta habitación en un estudio de baile real con asientos flexibles y techo técnico. En la planta baja, el peristilo se cerró para crear una sala polivalente para el ayuntamiento. En este espacio, también se acondicionó una sala de proyección de videos, llamada Jacques Demy con acceso a través del hall de la Maison de la Dance.
- Recepción: la parte sur de la sala se cerró y se acondicionó para convertirse en una recepción que los socios privados o institucionales pudieran alquilar.

### Arquitectura
Pierre Bourdeix, estudiante de Tony Garnier, fue el arquitecto encargado del proyecto para la creación del conjunto urbano Bachut, incluyendo la parte de teatro. Los ideales de modernidad de Tony Garnier se reflejan en la disposición, especialmente en los espacios de circulación. Estas destacan por su amplitud y porque envuelven el punto central del teatro: la sala. Este deseo de hacer hincapié en el vacío arquitectónico es muy característico de la corriente de Tony Garnier y lo podemos encontrar en muchas de sus obras (en el barrio de los Estados Unidos, por ejemplo).
Ya desde el principio, los espacios desocupados han planteado diferentes problemas para la directiva: dificultad para los espectadores de orientarse, vigilancia. Todos estos problemas aún existen en la actualidad y son mitigados por un gran número de personal involucrado.

### Características actuales
- Capacidad: 1140 plazas
- Escenario: 13,80 x 12,50 m (pista de baile)
- 1 nivel por debajo del escenario
- Foso de orquesta

### Accesibilidad
- Bus 23, 26, 296. Parada: Bachut Mairie du 8e.
- Tram t2. Parada: Bachut Mairie du 8e.
- Vélo'v: Estación delante del teatro.